# Campeonato Mundial de Clubes de Voleibol Masculino de 2023
O Campeonato Mundial de Clubes de Voleibol Masculino de 2023 foi a 18.ª edição deste torneio organizado anualmente pela Federação Internacional de Voleibol (FIVB). O evento ocorre entre os dias 6 e 10 de dezembro, na cidade de Bangalor, na Índia.
O time italiano Sir Safety Susa Vim Perugia conquistou seu bicampeonato consecutivamente, ao derrotar na final o time brasileiro Itambé/Minas na final por 3 sets a 0.Completando o pódio do torneio, o time japonês Suntory Sunbirds  venceu o time turco Halkbank Spor Kulübü  e assegurou a medalha de bronze. O ponteiro ucraniano Oleh Plotnytskyi, além de ter sido premiado como o melhor jogador em sua função, também recebeu o prêmio de melhor jogador da competição (MVP).

## Formato da disputa
O torneio foi divido na fase classificatória e na fase final. A fase classificatória foi disputada em turno único, com todas as equipes se enfrentando dentro de seu grupo. Os dois primeiros classificados de cada grupo avançaram para a fase final, estruturada em semifinais, disputa pelo terceiro lugar e final.

### Critérios de desempate
1. Número de vitórias
2. Número de pontos
3. Razão dos sets
4. Razão dos pontos
5. Resultado da última partida entre os times empatados

- Partidas terminadas em 3–0 ou 3–1: 3 pontos para o vencedor, 0 pontos para o perdedor;
- Partidas terminadas em 3–2: 2 pontos para o vencedor, 1 ponto para o perdedor.

## Equipes participantes
As seguintes equipes se qualificaram para o Campeonato Mundial de Clubes de 2023:
| Equipe                      | Confederação | Qualificação                                            | Última aparição |
| --------------------------- | ------------ | ------------------------------------------------------- | --------------- |
| Ahmedabad Defenders         | AVC          | Anfitrião e campeão da Prime Volleyball League de 2023  | Estreante       |
| Halkbank Spor Kulübü        | CEV          | Semifinalista da Liga dos Campeões da Europa de 2022–23 | Estreante       |
| Itambé/Minas                | CSV          | Vice-campeão do Campeonato Sul-Americano de 2023        | 2022            |
| Sada Cruzeiro Vôlei         | CSV          | Campeão do Campeonato Sul-Americano de 2023             | 2022            |
| Sir Safety Susa Vim Perugia | CEV          | Semifinalista da Liga dos Campeões da Europa de 2022–23 | 2022            |
| Suntory Sunbirds            | AVC          | Campeão do Campeonato Asiático de 2023                  | Estreante       |

Obs: O ZAKSA Kędzierzyn-Koźle e o Jastrzębski Węgiel, finalistas da Liga dos Campeões da Europa de 2022–23, decidiram não participar do torneio.

## Local das partidas
| Bangalor, Índia            |
| -------------------------- |
| Koramangala Indoor Stadium |
|                            |
| Capacidade: 2 000          |

## Grupos
| Grupo A                     | Grupo B              |
| --------------------------- | -------------------- |
| Ahmedabad Defenders         | Halkbank Spor Kulübü |
| Itambé/Minas                | Sada Cruzeiro Vôlei  |
| Sir Safety Susa Vim Perugia | Suntory Sunbirds     |

## Fase classificatória
- As partidas seguem o horário local (UTC+5:30).

|  | Classificados para as semifinais |

### Grupo A
|     |                             |     | Jogos | Jogos | Jogos | Resultados | Resultados | Resultados | Resultados | Resultados | Resultados | Sets | Sets | Sets  | Pontos | Pontos | Pontos |
| Pos | Equipe                      | Pts | T     | V     | D     | 3–0        | 3–1        | 3–2        | 2–3        | 1–3        | 0–3        | V    | P    | R     | V      | P      | R      |
| --- | --------------------------- | --- | ----- | ----- | ----- | ---------- | ---------- | ---------- | ---------- | ---------- | ---------- | ---- | ---- | ----- | ------ | ------ | ------ |
| 1   | Sir Safety Susa Vim Perugia | 6   | 2     | 2     | 0     | 2          | 0          | 0          | 0          | 0          | 0          | 6    | 0    | MAX   | 151    | 112    | 1.348  |
| 2   | Itambé/Minas                | 3   | 2     | 1     | 1     | 1          | 0          | 0          | 0          | 0          | 1          | 3    | 3    | 1,000 | 139    | 140    | 0.993  |
| 3   | Ahmedabad Defenders         | 0   | 2     | 0     | 2     | 0          | 0          | 0          | 0          | 0          | 2          | 0    | 6    | 0,000 | 112    | 150    | 0.747  |

Resultados
| 6 de dezembro 20:30 P2 AQ | Ahmedabad Defenders | 0 — 3             | Itambé/Minas | Koramangala Indoor Stadium, Bangalor Público: 1 392 Árbitro(s): JPN Shin Muranaka CZE Vlastimil Kovář |
| 6 de dezembro 20:30 P2 AQ | 22 23 19            | Set 1 Set 2 Set 3 | 25           | Koramangala Indoor Stadium, Bangalor Público: 1 392 Árbitro(s): JPN Shin Muranaka CZE Vlastimil Kovář |

| 7 de dezembro 20:40 P2 AQ | Sir Safety Susa Vim Perugia | 3 — 0             | Itambé/Minas | Koramangala Indoor Stadium, Bangalor Público: 1 285 Árbitro(s): BGR Ivaylo Ivanov UAE Ismail Ibrahim Alblooshi |
| 7 de dezembro 20:40 P2 AQ | 25 26 25                    | Set 1 Set 2 Set 3 | 18 24 22     | Koramangala Indoor Stadium, Bangalor Público: 1 285 Árbitro(s): BGR Ivaylo Ivanov UAE Ismail Ibrahim Alblooshi |

| 9 de dezembro 20:30 P2 AQ | Ahmedabad Defenders | 0 — 3             | Sir Safety Susa Vim Perugia | Koramangala Indoor Stadium, Bangalor Público: 869 Árbitro(s): JPN Shin Muranaka BEL Wim Cambré |
| 9 de dezembro 20:30 P2 AQ | 18 19 11            | Set 1 Set 2 Set 3 | 25                          | Koramangala Indoor Stadium, Bangalor Público: 869 Árbitro(s): JPN Shin Muranaka BEL Wim Cambré |

### Grupo B
|     |                      |     | Jogos | Jogos | Jogos | Resultados | Resultados | Resultados | Resultados | Resultados | Resultados | Sets | Sets | Sets  | Pontos | Pontos | Pontos |
| Pos | Equipe               | Pts | T     | V     | D     | 3–0        | 3–1        | 3–2        | 2–3        | 1–3        | 0–3        | V    | P    | R     | V      | P      | R      |
| --- | -------------------- | --- | ----- | ----- | ----- | ---------- | ---------- | ---------- | ---------- | ---------- | ---------- | ---- | ---- | ----- | ------ | ------ | ------ |
| 1   | Suntory Sunbirds     | 4   | 2     | 1     | 1     | 1          | 0          | 0          | 1          | 0          | 0          | 5    | 3    | 1.667 | 192    | 183    | 1.049  |
| 2   | Halkbank Spor Kulübü | 3   | 2     | 1     | 1     | 1          | 0          | 0          | 0          | 0          | 1          | 3    | 3    | 1,000 | 141    | 143    | 0.986  |
| 3   | Sada Cruzeiro Vôlei  | 2   | 2     | 1     | 1     | 0          | 0          | 1          | 0          | 0          | 1          | 3    | 5    | 0.600 | 189    | 196    | 0.964  |

Resultados
| 6 de dezembro 17:00 P2 AQ | Halkbank Spor Kulübü | 0 — 3             | Suntory Sunbirds | Koramangala Indoor Stadium, Bangalor Público: 1 342 Árbitro(s): ITA Andrea Puecher BGR Ivaylo Ivanov |
| 6 de dezembro 17:00 P2 AQ | 23 16                | Set 1 Set 2 Set 3 | 25               | Koramangala Indoor Stadium, Bangalor Público: 1 342 Árbitro(s): ITA Andrea Puecher BGR Ivaylo Ivanov |

| 7 de dezembro 17:00 P2 AQ | Sada Cruzeiro Vôlei | 3 — 2                         | Suntory Sunbirds | Koramangala Indoor Stadium, Bangalor Público: 645 Árbitro(s): CZE Vlastimil Kovář BEL Wim Cambré |
| 7 de dezembro 17:00 P2 AQ | 25 31 28 22 15      | Set 1 Set 2 Set 3 Set 4 Set 5 | 21 29 30 25 12   | Koramangala Indoor Stadium, Bangalor Público: 645 Árbitro(s): CZE Vlastimil Kovář BEL Wim Cambré |

| 8 de dezembro 17:00 P2 AQ | Halkbank Spor Kulübü | 3 — 0             | Sada Cruzeiro Vôlei | Koramangala Indoor Stadium, Bangalor Público: 542 Árbitro(s): BGR Ivaylo Ivanov ITA Andrea Puecher |
| 8 de dezembro 17:00 P2 AQ | 26 25 28             | Set 1 Set 2 Set 3 | 24 18 26            | Koramangala Indoor Stadium, Bangalor Público: 542 Árbitro(s): BGR Ivaylo Ivanov ITA Andrea Puecher |

## Fase final
|  | Semifinais                  | Semifinais   |                             |   | Final | Final |
|  |                             |              |                             |   |       |       |
|  | 9 de dezembro               |              |                             |   |       |       |
|  |                             |              |                             |   |       |       |
|  | Sir Safety Susa Vim Perugia | 3            |                             |   |       |       |
|  | Sir Safety Susa Vim Perugia | 3            | 10 de dezembro              |   |       |       |
|  | Halkbank Spor Kulübü        | 0            |                             |   |       |       |
|  | Halkbank Spor Kulübü        | 0            | Sir Safety Susa Vim Perugia | 3 |       |       |
|  | 9 de dezembro               |              | Sir Safety Susa Vim Perugia | 3 |       |       |
|  |                             | Itambé/Minas | 0                           |   |       |       |
|  | Suntory Sunbirds            | Itambé/Minas | 0                           | 2 |       |       |
|  | Suntory Sunbirds            |              |                             | 2 |       |       |
|  | Itambé/Minas                | 3            |                             |   |       |       |
|  | Itambé/Minas                | 3            | Terceiro lugar              |   |       |       |
|  |                             |              |                             |   |       |       |
|  | 10 de dezembro              |              |                             |   |       |       |
|  |                             |              |                             |   |       |       |
|  | Halkbank Spor Kulübü        | 2            |                             |   |       |       |
|  | Halkbank Spor Kulübü        | 2            |                             |   |       |       |
|  | Suntory Sunbirds            | 3            |                             |   |       |       |

### Semifinais
| 9 de dezembro 17:00 P2 AQ | Sir Safety Susa Vim Perugia | 3 — 0             | Halkbank Spor Kulübü | Koramangala Indoor Stadium, Bangalor Público: 1 030 Árbitro(s): BEL Wim Cambré JPN Shin Muranaka |
| 9 de dezembro 17:00 P2 AQ | 25 31                       | Set 1 Set 2 Set 3 | 14 16 29             | Koramangala Indoor Stadium, Bangalor Público: 1 030 Árbitro(s): BEL Wim Cambré JPN Shin Muranaka |

| 9 de dezembro 20:30 P2 AQ | Suntory Sunbirds | 2 — 3                         | Itambé/Minas   | Koramangala Indoor Stadium, Bangalor Público: 1 327 Árbitro(s): UAE Ismail Ibrahim Alblooshi CZE Vlastimil Kovář |
| 9 de dezembro 20:30 P2 AQ | 25 22 30 20 15   | Set 1 Set 2 Set 3 Set 4 Set 5 | 22 25 28 25 17 | Koramangala Indoor Stadium, Bangalor Público: 1 327 Árbitro(s): UAE Ismail Ibrahim Alblooshi CZE Vlastimil Kovář |

### Terceiro lugar
| 10 de dezembro 17:00 P2 AQ | Halkbank Spor Kulübü | 2 — 3                         | Suntory Sunbirds | Koramangala Indoor Stadium, Bangalor Público: 1 475 Árbitro(s): ITA Andrea Puecher UAE Ismail Ibrahim Alblooshi |
| 10 de dezembro 17:00 P2 AQ | 25 21 19 12          | Set 1 Set 2 Set 3 Set 4 Set 5 | 17 23 25 15      | Koramangala Indoor Stadium, Bangalor Público: 1 475 Árbitro(s): ITA Andrea Puecher UAE Ismail Ibrahim Alblooshi |

### Final
| 10 de dezembro 20:30 P2 AQ | Sir Safety Susa Vim Perugia | 3 — 0             | Itambé/Minas | Koramangala Indoor Stadium, Bangalor Público: 1 848 Árbitro(s): BGR Ivaylo Ivanov JPN Shin Muranaka |
| 10 de dezembro 20:30 P2 AQ | 25                          | Set 1 Set 2 Set 3 | 13 21 19     | Koramangala Indoor Stadium, Bangalor Público: 1 848 Árbitro(s): BGR Ivaylo Ivanov JPN Shin Muranaka |

## Classificação final
| Posição           | Equipe                      |
| ----------------- | --------------------------- |
| Medalha de ouro   | Sir Safety Susa Vim Perugia |
| Medalha de prata  | Itambé/Minas                |
| Medalha de bronze | Suntory Sunbirds            |
| 4                 | Halkbank Spor Kulübü        |
| 5                 | Sada Cruzeiro               |
| 6                 | Ahmedabad Defenders         |

| Campeonato Mundial de Clubes de 2023             |
| ------------------------------------------------ |
| Sir Safety Susa Vim Perugia Campeão (2.º título) |

| Elenco |
| --- |
| Davide Candellaro, Tim Held, Simone Giannelli, Jesús Herrera, Alessandro Toscani, Wilfredo León, Wassim Ben Tara, Sebastián Solé, Roberto Russo, Massimo Colaci, Flávio Gualberto, Kamil Semeniuk, Oleh Plotnytskyi, Gregor Ropret |
| Técnico |
| Angelo Lorenzetti |

## Estatísticas
As tabelas abaixo mostram os 3 melhores jogadores em cada habilidade ao final do torneio.
| Maiores pontuadores | Maiores pontuadores | Maiores pontuadores | Maiores pontuadores | Maiores pontuadores | Maiores pontuadores |
|                     | Jogador             | Ataques             | Bloqueios           | Saques              | Total               |
| ------------------- | ------------------- | ------------------- | ------------------- | ------------------- | ------------------- |
| 1                   | Dmitriy Muserskiy   | 87                  | 7                   | 0                   | 94                  |
| 2                   | Michael Sánchez     | 62                  | 4                   | 1                   | 67                  |
| 3                   | Alain De Armas      | 48                  | 5                   | 8                   | 61                  |

| Melhores atacantes | Melhores atacantes | Melhores atacantes | Melhores atacantes | Melhores atacantes | Melhores atacantes | Melhores atacantes |
|                    | Jogador            | Pts.               | Erros              | Ataques            | Média              | %                  |
| ------------------ | ------------------ | ------------------ | ------------------ | ------------------ | ------------------ | ------------------ |
| 1                  | Dmitriy Muserskiy  | 87                 | 33                 | 56                 | 21.50              | 49.43              |
| 2                  | Michael Sánchez    | 62                 | 20                 | 23                 | 15.50              | 59.05              |
| 3                  | Alain De Armas     | 48                 | 13                 | 36                 | 12.00              | 49.48              |

| Melhores bloqueadores | Melhores bloqueadores | Melhores bloqueadores | Melhores bloqueadores | Melhores bloqueadores | Melhores bloqueadores | Melhores bloqueadores |
|                       | Jogador               | Bloq.                 | Erros                 | Reb.                  | Média                 | %                     |
| --------------------- | --------------------- | --------------------- | --------------------- | --------------------- | --------------------- | --------------------- |
| 1                     | Sebastián Solé        | 12                    | 13                    | 10                    | 3.00                  | -2.86                 |
| 2                     | Flávio Gualberto      | 10                    | 8                     | 10                    | 2.50                  | 7.14                  |
| 3                     | Dmitriy Muserskiy     | 7                     | 5                     | 17                    | 1.75                  | 6.90                  |

| Melhores sacadores | Melhores sacadores | Melhores sacadores | Melhores sacadores | Melhores sacadores | Melhores sacadores | Melhores sacadores |
|                    | Jogador            | Pts.               | Erros              | Tentativas         | Média              | %                  |
| ------------------ | ------------------ | ------------------ | ------------------ | ------------------ | ------------------ | ------------------ |
| 1                  | Alain De Armas     | 8                  | 12                 | 52                 | 2.00               | 11.11              |
| 2                  | Paulo Vinícios     | 7                  | 25                 | 18                 | 1.75               | 14.00              |
| 3                  | Oleh Plotnytskyi   | 7                  | 13                 | 32                 | 1.75               | 13.46              |

| Melhores levantadores | Melhores levantadores | Melhores levantadores | Melhores levantadores | Melhores levantadores | Melhores levantadores | Melhores levantadores |
|                       | Jogador               | Êxito                 | Erros                 | Tent.                 | Média                 | %                     |
| --------------------- | --------------------- | --------------------- | --------------------- | --------------------- | --------------------- | --------------------- |
| 1                     | Masaki Oya            | 8                     | 3                     | 261                   | 22.00                 | 25.00                 |
| 2                     | Micah Maʻa            | 60                    | 7                     | 208                   | 15.00                 | 21.82                 |
| 3                     | Simone Giannelli      | 59                    | 1                     | 109                   | 14.75                 | 34.91                 |

| Melhores defensores | Melhores defensores | Melhores defensores | Melhores defensores | Melhores defensores | Melhores defensores | Melhores defensores |
|                     | Jogador             | Def.                | Erros               | Recepções           | Média               | %                   |
| ------------------- | ------------------- | ------------------- | ------------------- | ------------------- | ------------------- | ------------------- |
| 1                   | Soshi Fujinaka      | 36                  | 14                  | 4                   | 9.00                | 66.67               |
| 2                   | Volkan Döne         | 32                  | 6                   | 3                   | 8.00                | 78.05               |
| 3                   | Kenya Fujinaka      | 23                  | 9                   | 3                   | 5.75                | 65.71               |

| Melhores receptores | Melhores receptores | Melhores receptores | Melhores receptores | Melhores receptores | Melhores receptores | Melhores receptores |
|                     | Jogador             | Êxito               | Erros               | Tent.               | Média               | %                   |
| ------------------- | ------------------- | ------------------- | ------------------- | ------------------- | ------------------- | ------------------- |
| 1                   | Soshi Fujinaka      | 42                  | 4                   | 66                  | 10.50               | 37.50               |
| 2                   | Volkan Döne         | 34                  | 4                   | 47                  | 8.50                | 40.00               |
| 3                   | Oleh Plotnytskyi    | 34                  | 4                   | 31                  | 8.50                | 49.28               |

Fonte: Volleyball World

## Prêmios individuais
A seleção do campeonato foi composta pelos seguintes jogadores:
- MVP (Most Valuable Player):  Oleh Plotnytskyi